# انتخابات الرئاسة النيبالية 2008
انتخابات الرئاسة النيبالية 2008 هي الانتخابات الرئاسية التي جرت في 2008، لانتخاب رئيس النيبال، فاز بالانتخابات رام باران ياداف.